# Přebor Moravskoslezského kraje 2019/2020
V soubojích 60. ročníku Přeboru Moravskoslezského kraje 2019/20 (jedna ze skupin 5. fotbalové ligy) se utkalo 16 týmů. Původně se mělo hrát každý s každým dvoukolovým systémem podzim–jaro a měl se hrát od soboty 3. srpna 2019 do června 2020. Vinou pandemie covidu-19 byl ročník zkrácen, odehrálo se jen 15 kol od srpna do listopadu 2019. Zároveň se ze soutěží nepostupovalo, ani nesestupovalo.

## Změny týmů proti sezoně 2018/19
- Z Divize E 2018/19 nesestoupilo do Moravskoslezského krajského přeboru žádné mužstvo.
- Ze skupin I. A třídy Moravskoslezského kraje 2018/19 postoupila mužstva TJ Sokol Kobeřice (vítěz skupiny A), Fotbal Fulnek (2. místo ve skupině A) a TJ Bystřice (vítěz skupiny B).

## Konečná tabulka
| Poř. | Tým                     | Z  | V  | R | P  | VG | OG | B  |
| ---- | ----------------------- | -- | -- | - | -- | -- | -- | -- |
| 1.   | ŠSK Bílovec             | 15 | 12 | 1 | 2  | 41 | 17 | 37 |
| 2.   | TJ Břidličná            | 15 | 10 | 1 | 4  | 45 | 19 | 31 |
| 3.   | Fotbal Fulnek (N)       | 15 | 10 | 0 | 5  | 41 | 23 | 30 |
| 4.   | FK Krnov                | 15 | 8  | 4 | 3  | 24 | 18 | 28 |
| 5.   | TJ Unie Hlubina         | 15 | 8  | 3 | 4  | 27 | 20 | 27 |
| 6.   | SC Pustá Polom          | 15 | 8  | 3 | 4  | 38 | 26 | 27 |
| 7.   | TJ Háj ve Slezsku       | 15 | 6  | 4 | 5  | 37 | 29 | 22 |
| 8.   | SK Brušperk             | 15 | 6  | 2 | 7  | 30 | 34 | 20 |
| 9.   | SK Moravan Oldřišov     | 15 | 6  | 1 | 8  | 32 | 48 | 19 |
| 10.  | TJ Dolní Datyně-Havířov | 15 | 5  | 2 | 8  | 28 | 32 | 17 |
| 11.  | FK Český Těšín          | 15 | 4  | 2 | 9  | 19 | 38 | 14 |
| 12.  | TJ Lokomotiva Petrovice | 15 | 4  | 2 | 9  | 28 | 27 | 14 |
| 13.  | TJ Sokol Kobeřice (N)   | 15 | 2  | 7 | 6  | 20 | 32 | 13 |
| 14.  | SK Beskyd Čeladná       | 15 | 3  | 1 | 10 | 17 | 43 | 10 |
| 15.  | TJ Bystřice (N)         | 15 | 1  | 5 | 9  | 21 | 42 | 8  |

- Během sezóny se tým TJ Petřvald na Moravě odhlásil ze soutěže.

|  | Postup do Divize F 2020/21                                          |
|  | Sestup do skupin I. A třídy Moravskoslezského kraje – sk. A 2020/21 |
|  | Sestup do skupin I. A třídy Moravskoslezského kraje – sk. B 2020/21 |